# Hieracium pseudobifidum
Hieracium pseudobifidum — вид рослин із родини айстрових (Asteraceae).

## Середовище проживання
Зростає у Європі (Албанія, Болгарія, Греція, Румунія, Україна, колишня Югославія).